# José Solórzano
José Demetrio Solórzano (San Miguel de Tucumán, Tucumán, 28 de febrero de 1941 - San Miguel de Tucumán, Tucumán, 25 de junio de 2018) fue un futbolista argentino que jugaba como volante.

## Trayectoria

### Atlético Tucumán
Solórzano debutó en Atlético Tucumán en 1962, pero logró asentarse en el primer equipo en 1964, cuando se coronó campeón tucumano y completó el histórico octacampeonato del decano.

### Vélez
En 1966 llegó a Vélez y en 1967 termina tercero en el Campeonato Nacional. Al año siguiente ocupó la primera posición de su grupo del Metropolitano, pero cayó en semifinales ante Estudiantes. En 1968 se coronó campeón del Campeonato Nacional, por primera vez en la historia del fortín.

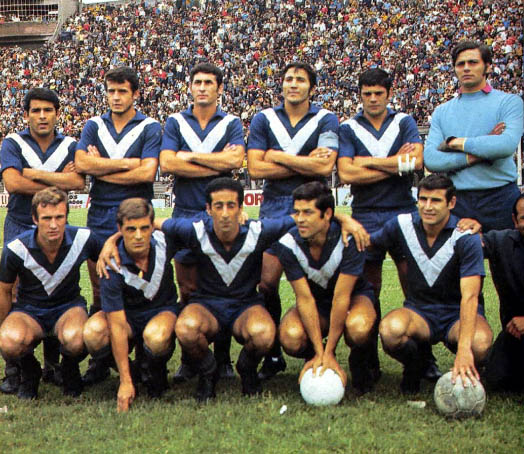
Formación de Vélez campeón 1968.

### Newells
En 1970 es transferido a Newells y en 1971 termina segundo en su grupo del Campeonato Nacional, avanzando a semifinales, donde cayó ante Rosario Central.

### Regreso a Atlético Tucumán
En 1973 volvió a Atlético Tucumán y se consagró campeón de la Liga Tucumana, accediendo al Nacional 1973. En 1975 fue parte de uno de los mejores equipos del decano, cuando se coronó campeón tucumano y terminó primero en su grupo del Campeonato Nacional.

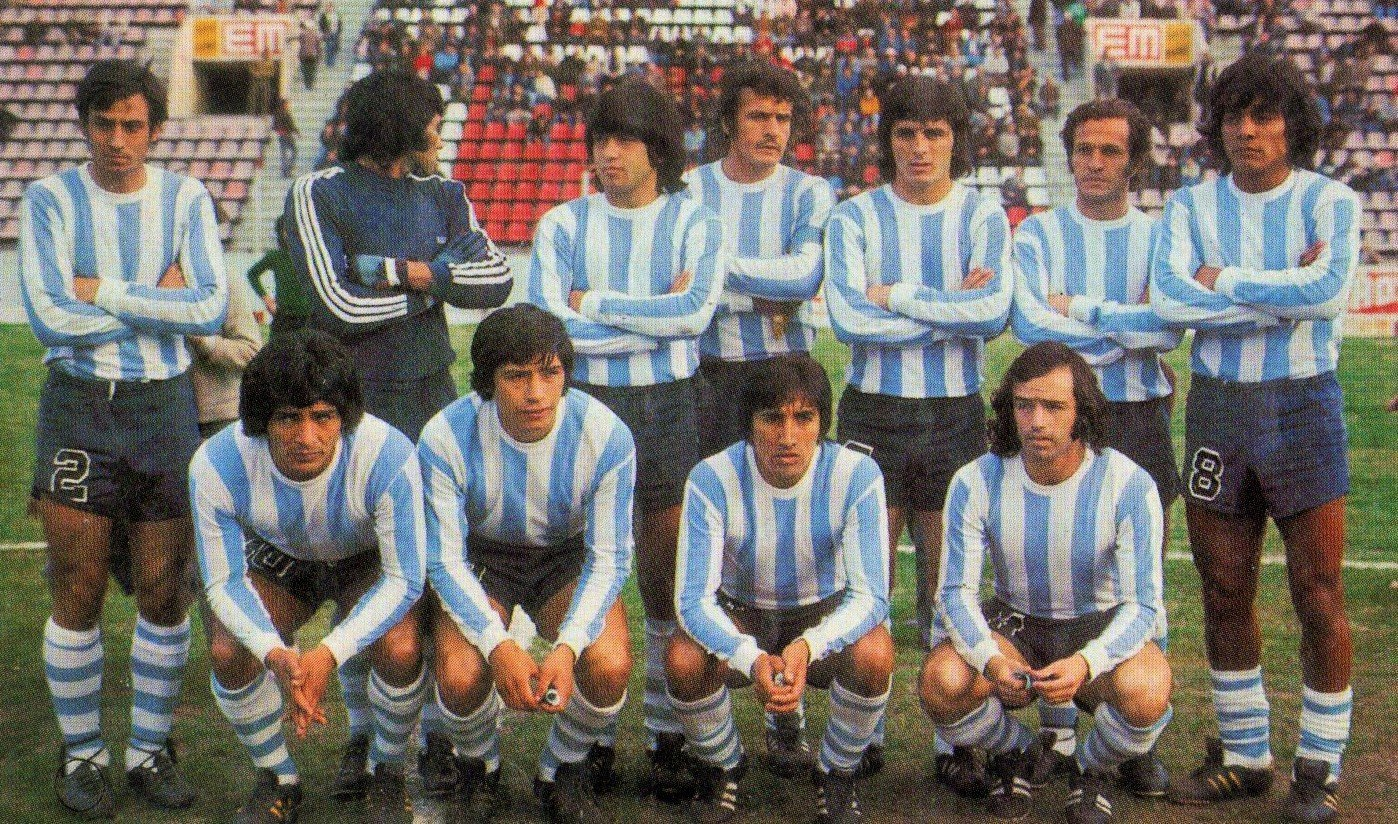
Formación de Atlético Tucumán en 1973.

### Bolívar
Tuvo su primera experiencia en el exterior en 1976, cuando llegó a Bolivar. Al llegar al club paceño tenía la expectativa de cortar una racha de 8 años sin ser campeón boliviano y habiendo terminado subcampeón en el torneo anterior. En este contexto es que Bolivar se consagra campeón, dejando atrás las rachas negativas y se clasifica a la Copa Libertadores.

## Selección argentina
El 5 de junio de 1968 debutó con la camiseta de la selección argentina en la victoria albiceleste ante Uruguay por 2 a 0.

## Clubes
| Club             | País      |
| ---------------- | --------- |
| Atlético Tucumán | Argentina |
| Vélez            | Argentina |
| Newells          | Argentina |
| Bolivar          | Bolivia   |

## Palmarés
| Título                      | Equipo           | País      | Año  |
| --------------------------- | ---------------- | --------- | ---- |
| Liga Tucumana               | Atlético Tucumán | Argentina | 1964 |
| Liga Tucumana               | Atlético Tucumán | Argentina | 1973 |
| Liga Tucumana               | Atlético Tucumán | Argentina | 1975 |
| Campeonato Nacional         | Vélez            | Argentina | 1968 |
| Primera División de Bolivia | Bolivar          | Bolivia   | 1976 |